# Гері Ньюман
Гері Ньюман (англ. Gary Numan, спр. ім'я Гері Ентоні Джеймс Вебб, англ. Gary Anthony Jemes Webb; нар. 8 березня 1958, Гаммерсміт, Лондон, Велика Британія) — британський рок-виконавець, один із ведучих музичних фігур, британської нової хвилі, 80-тих років того часу. Ньюман вважається одним із піонерів комерційної електронної музики.

## Біографія
Гері Джеймс Ентоні Уебб, народився 8 березня 1958, року, в районі, Гаммерсміт, що в Лондоні, в сім'ї водія автобуса, який працював в компанії, «Brtiish Airways». Гері навчався в початковій школі, під назвою Town Farm Junior School, в Стенуелл, потім навчався в середній, в місті, Ешфорд, і в школі, в Слау. Після закінчення, школи, поступив, в технічний коледж, Бруклендс. Першою мрією Гері була авіація, він підлітком, навчався на курсах, на одній із авіаційних компаній, «Air Training Corps».

## Музична кар'єра
Гері почав займатися музикою в п'ятнадцятилітньому, віці, самостійно, почав писати пісні, потім почав грати в різних музичних ансамблях його першим гуртом став під назвою Mean Streeat, але професійна кар'єра почалася в 1976, році. Гері в 1977, році створює новий колектив, під назвою, Tubeway Army, це гурт який виконував пост-панк, з насиченим електронним звучанням,  перший альбом був випущений в 1978, році під назвою Tubeway Army, після цього Гері бере собі псевдонім Ньюман, і записує з гуртом альбом, в 1979, році під назвою, Replicas, це вже рахувалася як сольний альбом, де і було написано Гері Ньюман. В 1979, році Гері Ньюман, починає сольну кар'єру, випускаючи альбом, який називався, The Pleausure Principle, також 1979, року запису, насичений електронним звучанням, в стилі синт-попу, і нової хвилі, маючи комерційний успіх, як і попередній альбом Replicas. В 1980, році виходить наступний альбом під назвою, Telekon, так само робота насичена електронним звучання з додаванням синт-попу, і водночас дарквейву, мала успіх в британських чартах. Протягом своєї музичної кар'єри, на початку 1980-х, років,  Гері Ньюман, почав змінювати і додавати до свого жанру нові елементи, музики, такі як, фанк, танцювальна музика, сам Ньюман був під впливом таких виконавців, Roxy Music, Krafwerk, Девід Бові, в основному перші альбоми, були витримані, в стилі глем-рок, в поєднанні з електронним, звучанням. Гері Ньюман працював на таких звукозаписуючих лейблах, Atco Records, Beggars Banquet, I.R.S., потім сам створю власний лейбл, Numa.